# Eberhard Jüngel
Eberhard Jüngel (Maagdenburg, 5 december 1934 – Tübingen, 28 september 2021) was een Duits lutherse theoloog. Hij was professor systematische theologie aan de Universiteit van Tübingen.
Net als Jürgen Moltmann, zijn collega in Tübingen, heeft hij zich beziggehouden met de christologie. Tegelijk moest hij niets hebben van de in zijn ogen modieuze benadering van Moltmann. Jüngel was geen theoloog voor het brede publiek. Voor Jüngel was de kantiaanse aporie dat we een transcendente God niet kunnen kennen, het uitgangspunt van zijn denken en zijn theologie was een strikte openbaringstheologie.

## Leven en werk
Eberhard Jüngel is kort voor de Tweede Wereldoorlog geboren in een niet-religieus gezin in Magdeburg, Duitsland. Na de oorlog was Magdeburg gelegen in Oost-Duitsland. Zijn beslissing om een carrière in de theologie voort te zetten leverde de bezorgde verbazing van zijn moeder en de besliste weigering van zijn vader op. Het was echter juist het communistische milieu van zijn jeugd die hem tot de christelijke theologie leidde: 'Dat was de ontdekking van de kerk als één plaats in een Stalinistische samenleving waar men de waarheid kan spreken zonder te worden bestraft. "
Jüngel studeerde theologie in Berlijn bij Ernst Fuchs, in Zürich bij Gerhard Ebeling, en in Basel bij Karl Barth. In 1961 promoveerde hij, een jaar later volgde zijn habilitatie en zijn predikantsbevestiging. Hij begon zijn loopbaan als docent Nieuwe Testament, maar vanaf 1966 richtte hij zich steeds meer op de systematische theologie. Van 1969 tot 2003 was hij directeur van het Institut für Hermeneutik aan de Universiteit van Tübingen.
Jüngel is onderscheiden in de Pour le Mérite voor Wetenschap en Kunst. Ook is hij drager van het grootkruis met ster in de Orde van Verdienste van de Bondsrepubliek Duitsland en is onderscheiden in de Orde van Verdienste van de deelstaat Baden-Württemberg. In 2006 kreeg hij de Predigtpreis des Verlags für die Deutsche Wirtschaft voor zijn gehele werk. Daarnaast ontving hij verschillende buitenlandse onderscheidingen en eredoctoraten.
Jüngel overleed op 86-jarige leeftijd.

## Theologie van Jüngel
God kan alleen immanent zijn als Hij zich openbaart. God wordt immanent. Zinvol spreken over God kan alleen als we uitgaan van openbaring. Omdat God zich openbaart in wat niet Hemzelf is, is openbaring altijd liefde. Daarom kan de ware God niet anders zijn dan liefde. De opstanding is het bewijs van de godheid van Christus. Door de opstanding is duidelijk geworden dat deze gedode mens de God van het leven zelf is. Jüngel verwijst hier met instemming naar Pannenberg. Jüngel beargumenteert dat we over God alleen kunnen spreken in termen van openbaring en daarom van liefde en van triniteit. Dat wil niet zeggen dat Jüngel een godsbewijs levert. Daarin verschilt hij van Pannenberg. Jüngel sluit zich niet op in de fundamentele wetenschappelijke vragen. Zij dienen bij hem de kerk, zoals de theologie altijd de kerk moet dienen. Hij levert een reactie op de gemeenschappelijke verklaring van de Rooms-Katholieke Kerk en de lutheranen over de rechtvaardigingsleer. De kerkleiders hebben namelijk, volgens hem, een gemakzuchtig compromis gesloten. Hij stelt in deze reactie dat er zonder Christus geen genade is en ook geen ware godskennis. Zelfs onze zonde leren we alleen verstaan door het kruis van Christus. In deze reactie komen ook de sola’s uit de reformatie voor.
- Bibsys: 90106141
- Biblioteca Nacional de España: XX991034
- Bibliothèque nationale de France: cb11908853k (data)
- Catàleg d'autoritats de noms i títols de Catalunya: 981058512273906706
- CiNii: DA00462276
- Gemeinsame Normdatei: 118558579
- International Standard Name Identifier: 0000 0001 0887 7403
- Library of Congress Control Number: n50038755
- Bibliotheek van het Japanse parlement: 00444992
- Nationale Bibliotheek van Tsjechië: skuk0000652
- Nationale bibliotheek van Australië: 35256049
- Nationale Bibliotheek van Israël: 987007272827205171
- Nationale Bibliotheek van Polen: a0000002432102
- Nederlandse Thesaurus van Auteursnamen: 069258139
- Istituto Centrale per il Catalogo Unico: CFIV053550
- Système universitaire de documentation: 026938561
- Trove: 884599
- Virtual International Authority File: 36920146
- WorldCat: E39PBJvt6P9MjDxfR4xRdtpXVC